# Ruta 21 (Uruguai)
A Ruta 21 é uma rodovia do Uruguai, que conecta as capitais dos departamentos de Colônia e Soriano. Foi nomeada "Treinta y Tres Orientales", através da lei 15497 de 6 de dezembro de 1983.

## Trajeto
Esta estrada recorre o litoral dos departamentos de Colônia e Soriano. Seu traçado começa na cidade de Colônia do Sacramento, e se dirige em direção noroeste, até a cidade de Carmelo, onde prossegue até a junção com a Ruta 12, na entrada da cidade de Nueva Palmira. Depois, continua do lado norte desta cidade, tomando a saída em direção norte, até a cidade de Dolores. Logo após atravessar a cidade, seu último segmento finaliza na cidade de Mercedes, na qual ingressa pela zona sul.
Esta rodovia registra grande movimento de caminhões de carga, já que a atividade agrícola da região tem crescido nos últimos anos. Toda esta produção tem como destino o porto de Nueva Palmira.